# Miusera
Miusera (en georgiano: მიუსერა; en abjasio: Мысра, romanizado: Mysra) es un asentamiento urbano pertenece a la parcialmente reconocida República de Abjasia, parte del distrito de Gudauta, aunque de iure pertenece al municipio de Gudauta de la República Autónoma de Abjasia de Georgia.

## Geografía
Miusera se encuentra en la costa del mar Negro, situado a 8 km al sur de Pitsunda y al noroeste de Gudauta. Limita con Agaraki en el oeste y Mugudzirjva.

## Historia
Miusera recibió el estatus de municipio a principios de la década de 1990, antes de recibir dicho estatus era una de las aldeas de la comunidad de Mugudzirjva. 
Hay una serie de hoteles y campamentos en Miusera, que se especializa en turismo. También hay dos dachas de dos famosos líderes soviéticos, Stalin y Mijáil Gorbachov.

## Demografía
La evolución demográfica de Miusera en 2011 fue la siguiente:
| 50                                                  |
| (Fuente: Population of Abkhazia since Soviet times) |

La población ha sufrido un descenso de población por la guerra. Actualmente la inmensa mayoría de la población son abjasios, pero en el pasado hubo mayoría de habitantes rusos.
|              | 2011      | 2011       |
| Grupo étnico | Población | Porcentaje |
| ------------ | --------- | ---------- |
| Georgianos   | 0         | 0%         |
| Abjasios     | 36        | 72%        |
| Rusos        | 11        | 22%        |
| Total        | 50        | 100%       |

## Infraestructura

### Arquitectura y monumentos
A 2 km del pueblo se conserva las ruinas de una antigua iglesia ortodoxa, la iglesia de Ambara, una basílica de tres ábsides de los siglos VII y VIII. Se le ha otorgado el estatus de monumento del patrimonio cultural de Georgia.